# Divandu albimarginatus
Divandu albimarginatus är en fiskart som beskrevs av Anton Lamboj och Jos Snoeks 2000. Divandu albimarginatus ingår i släktet Divandu och familjen Cichlidae. IUCN kategoriserar arten globalt som livskraftig. Inga underarter finns listade i Catalogue of Life.